# U-382
U-382 — средняя немецкая подводная лодка типа VIIC времён Второй мировой войны.

## История
Заказ на постройку субмарины был отдан 16 октября 1939 года. Лодка была заложена 30 июля 1941 года на верфи Ховальдсверке, Киль, под строительным номером 13, спущена на воду 21 марта 1942 года, вошла в строй 25 апреля 1942 года под командованием оберлейтенанта Герберта Юли.

### Командиры
- 25 апреля 1942 года — 1 апреля 1943 года капитан-лейтенант Герберт Юли
- 1 апреля 1943 года — 14 ноября 1943 года оберлейтенант цур зее Леопольд Кох
- 15 ноября 1943 года — 16 июля 1944 года Рудольф Цорн
- май — 29 июня 1944 года оберлейтенант цур зее Эрнст-Август Герке
- 25 августа 1944- 14 января 1945 года оберлейтенант цур зее Ганс-Дитрих Вильке
- 24 января — 20 марта 1945 года оберлейтенант цур зее Гюнтер Шиммель

### Флотилии
- 25 апреля — 30 сентября 1942 года — 5-я флотилия (учебная)
- 1 октября 1942 года — 31 октября 1944 года — 7-я флотилия
- 1 ноября 1944 года — 23 января 1945 года — 33-я флотилия

### История службы
Лодка совершила 6 боевых походов. Повредила одно судно водоизмещением 9811 брт.
Потоплена в январе 1945 года при входе в Вильгельмсхафен, Германия, британскими авиабомбами. Поднята 20 марта 1945 года, в строй не вводилась. Повторно затоплена 8 мая 1945 года.

### Волчьи стаи
U-382 входила в состав следующих «волчьих стай»:
- Luchs 1 — 7 октября 1942
- Leopard 8 — 14 октября 1942
- Panther 10 — 14 октября 1942
- Robbe 16 февраля — 22 февраля 1943
- безымянная 15 апреля — 18 апреля 1943
- Боркум 18 декабря 1943 — 3 января 1944
- Боркум 1 3 января — 13 января 1944
- Рюген 13 января — 15 января 1944

### Атаки на лодку
- в середине октября 1942 года, когда U-382 эскортировала прорыватель блокады Танненфельс, неопознанный самолёт союзников атаковал лодку глубинными бомбами. Для исправления повреждений лодка и эскортируемое судно вернулись на базу во Францию.
- в конце февраля 1943 года в ходе атаки конвоя UC-1 лодка получила повреждения от взрывов глубинных бомб, сброшенных эскортными кораблями, в результате чего была вынуждена возвращаться на базу.
- 17 апреля 1943 года эскортные корабли конвоя HX-233 атаковали лодку глубинными бомбами в течение 16 часов. Повреждения были сильны настолько, что U-382 пришлось возвращаться на базу.
- 11 января 1944 года преследуя конвои ON-64 и KMS-38 U-382 безуспешно атаковала эскортное судно акустической торпедой Т-5. Контратака со стороны эскорта нанесла лодке повреждения, не позволившие продолжить преследование конвоев.
- Всего через двое суток, 13 января, U-382 была атакована группой противолодочных кораблей Блок-Айленд, но смогла скрыться и 26 января достигла Сен-Назера.

Эта лодка была оснащена шноркелем не позднее октября 1944 года.